# Rubiales (plant)
Rubiales is een botanische naam, voor een orde van bloeiende planten: de naam is gevormd uit de familienaam Rubiaceae. Een orde onder deze naam wordt met enige regelmaat erkend door systemen voor plantentaxonomie.
In het Cronquist-systeem (1981), waar ze geplaatst werd in diens onderklasse Asteridae, had ze de volgende samenstelling:
- orde Rubiales
  - familie Rubiaceae
  - familie Theligonaceae

In het Wettstein-systeem (1935), waar ze werd geplaatst in de onderklasse Sympetalae, had ze de volgende samenstelling
- orde Rubiales
  - familie Adoxaceae
  - familie Calyceraceae
  - familie Caprifoliaceae
  - familie Dipsacaceae
  - familie Rubiaceae
  - familie Valerianaceae

In het APG-systeem (1998) en het APG II-systeem (2003) wordt niet een orde onder deze naam erkend. De familie Rubiaceae (die daar ook de planten omvat die elders wel de familie Theligonaceae vormen) wordt geplaatst in de orde Gentianales.
Voor het overige houdt APG de meeste andere planten die hier door Wettstein geplaatst werden bij elkaar in de orde Dipsacales.